# 我的老婆是枪神
《我的老婆是枪神》是由Halo Productions制作，苏帕西·宗澈瓦（Mew）、李海娜（Aom）主演的一部以电子竞技为题材的泰国爱情喜剧。剧情改编自Wara（วฬา）的小说《งคุณภรรยา…จากสามีที่รัก》，预计将在2024年播出。

## 剧情简介
对Rapee来说，Nopphakao是一位头脑简单、迟钝但优秀的女士。为了取悦父母，他应母亲的要求娶了她。虽然他们的性格完全不同，但他认为他们可以和平共处直到离婚那一天的到来。然而，当她扭转一切时，他感到难以置信，甚至被叛逆者所动摇。对于Nopphakao来说，Rapee是她少女时代起的初恋，也是唯一的挚爱。她可以看出他试图将她限制在他设定的范围内。像她这样的大名鼎鼎的电竞大神，一定会用尽一切手段来赢得丈夫的心。然而，他不能得知她的真实身份，并继续将她视为一位普通的女士。

## 演员阵容

### 主要演员
- 苏帕西·宗澈瓦（Mew）饰演 Rapee
- 李海娜（Aom）饰演 Nopphakao / Thep G（枪神）

### 其他演员
- Titan John 饰演 Phasathon
- Chaoey Suthada Jongjaipra 饰演 Kanya
- PJ Mahidol Phibunsongkram 饰演 Phithan（Pete）
- Title Teshin Anusasananan 饰演 Pipat（Phat）
- Jane Kuljiranat Woraraksa 饰演 Natty
- Amstin Thakrit Phattanaworakit 饰演 Methas

## 记事
- 此剧是Halo Productions制作的首部作品。